# Spottkörtelcancer
Spottkörtelcancer är maligna (elakartade) neoplasmer (tumörer) som uppkommer i någon eller några av de salivproducerande spottkörtlarna i ansiktet. Det kan röra sig om flera olika varianter av cancer eftersom spottkörtlarna normalt sett består av flera olika celltyper. Spottkörtelcancer är en ovanlig cancervariant.
Prognosen för spottkörtelcancer varierar beroende på tumörens storlek, vilken cancercellstyp det är, personens ålder och hälsostatus i övrigt.

## Symtom
Spottkörtelcancer upptäcks ofta vid tandläkarbesök och behöver inte vara symtomgivande. Tumörer i spottkörtlarna upptäcks vanligen genom en förändring i ansiktsstrukturen på ena sidan med en knöl i munnen, under örat på käken eller kinden eller under tungan, genom att personen får svårt att svälja eller öppna munnen, genom smärta i området som inte försvinner (refererad smärta), eller svaghet i ansiktet eller känselbortfall. Dessa symtom i sig tyder på en tumör oavsett om den är god- eller elakartad. Tumören gör som regel inte ont om man rör vid den.
Vidare kan spottkörtelcancer ge allmänna cancersymtom till följd av en inflammation som kroppen besvarar cancern med. Dessa cancersymtom är vanligen diffusa: feber, försämrad aptit, trötthet, illamående, och andra allmänna sjukdomstecken.

## Varianter
Carcinom är den vanligaste cancertypen, också vid spottkörtelcancer. Sådana kan uppträda som mucoepidermoida carcinom, adenoida cystiska carcinom, adenocarcinom, med flera varianter, vilka alltså har sina namn efter vilken celltyp som cancercellerna uppstår ur. Non-Hodgkins lymfom och sarkom kan också uppkomma i spottkörtlarna,. Dessutom kan cancer i andra kroppsdelar metastasera till spottkörtlarna.

## Grader
Cancer i spottkörtlarna graderas efter storlek på tumören.
1. Tumören är mindre än 2 cm.
2. Tumören är större än 2 cm men mindre än 4 cm.
3. Tumören är större än 4 cm. Den har antingen spridit sig till lymfkörtlarna eller mjukdelarna runt omkring. Om cancern har spridit sig till lymfkörteln är tumören där mindre än 3 cm.
4. Tumören har vilken storlek som helst, men cancern har ett aggressivt förlopp och har metastaserat till kroppen.